# Zlatko Mateša
Zlatko Mateša (Zagreb, 17. lipnja 1949.), hrvatski političar i bivši hrvatski vaterpolist.
Na Pravnome fakultetu Sveučilišta u Zagrebu diplomirao je 1974., a pravosudni ispit položio 1978. Magistrirao je iz područja društvenih znanosti 1990. Javnosti je najviše poznat kao bivši premijer RH (1995. - 2000.), a prije toga je bio zastupnik u Hrvatskome saboru, ministar gospodarstva (1995.), ministar u vladi RH (1993. - 1995.), ravnatelj Agencije za restrukturiranje i razvoj (1992. - 1993.), pomoćnik generalnoga direktora INA-e za upravljanje poduzećima u vlasništvu INA-e (1990. - 1992.), rukovoditelj u poslovnim jedinicama Ina - Trgovina (1978. - 1985.), te pravni referent u Zavodu za izgradnju grada Zagreba (1977.). 
Trenutno obnaša dužnost predsjednika Hrvatskoga olimpijskog odbora.